# مت والش (مفسر سیاسی)
متیو والش (متولد ۱۸ ژوئن ۱۹۸۶) مفسر و نویسنده سیاسی جناح راست آمریکایی است. والش، میزبان پادکستِ «نمایشِ ما والش» Matt Wals) Show) و ستون‌نویسِ دیلی‌وایر است. او چهار کتاب نوشته و فیلم مستندِ زن چیست؟ را ساخته‌است.
والش مجری سابق رادیو گفتگو برای ایستگاه‌های دلاور و کنتاکی بود. او مخالفِ آشکارِ جریانِ ال‌جی‌بی‌تی و به‌ویژه تراجنسیتی است.

## فعالیت‌ها
والش چهار کتاب تألیف کرده‌است: «تثلیث نامقدس: مسدود کردن حمله چپ به زندگی، ازدواج و جنسیت» (۲۰۱۷)، «کلیسای ترسوها: فراخوانی برای بیدار شدن از خواب مسیحیان راضی» (۲۰۲۰)، «جانی گراز دریایی» (۲۰۲۲)، و «زن چیست؟ (سفر یک مرد برای پاسخ به سؤال یک نسل)» (۲۰۲۲).